# Lolo (cours d'eau)
La rivière Lolo est un affluent de l'Ogooué dont le cours se situe au Gabon. Née dans le Massif du Chaillu, elle traverse la province d'Ogooué-Lolo et son chef-lieu, Koulamoutou.